# John Patterson (météorologue)
Pour les articles homonymes, voir John Patterson.
John Patterson (1872–1956) est un physicien et météorologue canadien qui a développé plusieurs instruments et techniques pour le Service météorologique du Canada (SMC) et qui en a été le directeur de 1929 à 1946. Un prix qui porte son nom est décerné à chaque année pour services distingués rendus à la météorologie.

## Biographie
John Patterson est né dans le comté d'Oxford dans la province canadienne d'Ontario. Il était l'un des treize enfants de Francis Patterson et Annie Telfer. Il a pu étudier à l'université de Toronto et y obtenir son baccalauréat en génie en 1900, tout en obtenant la bourse de recherche en sciences de l'Exposition universelle de 1851 pour poursuivre une maîtrise en physique au laboratoire Cavendish de l'université Cambridge,,. À cet endroit, Patterson a étudié les films métalliques très minces et leurs propriétés électriques, l’ionisation de l'air et la variation de la résistance électrique des métaux exposés aux champs magnétiques.
En 1903, fraîchement diplômé, il devint professeur de physique à l'université d'Allahabad en Inde. En janvier 1905, Patterson joignit le service météorologique impérial du Raj britannique à Simla,. À cause de problèmes de santé, il quitta l'inde en 1910,
.
À son retour au Canada, Patterson rejoignit le Service météorologique du Canada où il était chargé de mettre sur pied le programme aérologique visant à utiliser des ballons pour la prise de données météorologiques en altitude. Il y conçut un ballon-pilote pour étudier la haute atmosphère. En 1912, il devint directeur du département de physique nouvellement créé au bureau central du SMC à Toronto.
Durant la Première Guerre mondiale, Patterson travailla avec l'Amirauté britannique pour trouver un processus d'extraction de l'hélium à partir du gaz naturel. Son équipe mit aussi au point un nouvel anémomètre à trois coupelles qui est encore en usage aujourd'hui et un nouveau baromètre,,.
En 1925, Patterson devint assistant-directeur du SMC, puis remplaça Frederic Stupart comme directeur. Il resta à ce poste jusqu'à sa propre retraite en 1946. Sous sa direction, le service a survécu à la Crise économique des années 1930, il se modernisa  et Patterson favorisa l’introduction de nouvelles méthodes scientifiques. Il a participé à la formation d'un curriculum d'études de second et troisième cycle au département de météorologie de l'université de Toronto. Il a également orienté la recherche, tant au SMC qu'à l'université, vers la météorologie aéronautique. Le personnel du SMC fut décuplé pour répondre aux besoins en météorologie de la Seconde Guerre mondiale : formation des pilotes, des navigateurs et des météorologues pour les théâtres de guerre (programme d'entraînement aérien du Commonwealth). Sous son règne, la météorologie appliquée à l'aviation commerciale se développa également, entre autres pour les besoins des Trans-Canada Airlines.

## Notoriété
John Patterson a été élu président de l’American Meteorological Society en 1930-31 et du Royal Canadian Institute en 1932-33,. Il a été également professeur honoraire de météorologie de l'université de Toronto.
En 1954, une nouvelle médaille a été créée en son honneur (Médaille Patterson) par des amis et professionnels en météorologie et il en a été le premier récipiendaire. Le SMC attribue le prix depuis 1961 et c'est le sous-ministre adjoint du Service météorologique du Canada d'Environnement et Changement climatique Canada qui préside le comité de sélection formé des directeurs sectoriels du SMC, ainsi que de représentants des universités et du secteur privé en météorologie,.

## Vie privée
John Patterson épousa le 1er janvier 1906 Margaret Norris, une docteure et professeur d'obstétrique travaillant en Inde. Le couple a eu deux enfants, dont l'un est mort en Inde.